# 水野舞
水野舞（日语：／ Mizuno Mai，1998年12月28日—），日本寫真偶像。於埼玉縣出身。所屬事務所為超越4871（アウトラン4871）。

## 生平
2011年7月1日，水野推出首部寫真DVD《我的初恋》（マイファーストラブ）。8月30日，她在宿霧島拍攝的寫真DVD《天使舞》（Maiエンジェル）開售，此作收錄了她身穿泳衣的樣子。她在10月7日公開寫真DVD《木槿》（はいびすかす）。11月18日，她推出自己第四部寫真DVD《一二三》（いちにのさん），當中水野以身穿校服和紅色泳衣的樣子登場。
2012年1月6日，水野跟佐佐木美優合拍的寫真DVD《Pureteen》開售，她們兩人都表示十分享受此作的拍攝過程。她在2月3日推出寫真DVD《舞要來了》（まいがいくっ），她在當中部分場景以身穿「上身制服，下身緊身衣」的樣子登場。3月2日，她跟清水Chika合拍的寫真DVD《Pureteen》正式開售，她們兩人都在紀念活動上讚揚對方。她的寫真DVD《沒辦法 真的太喜歡舞了》（どうしようもないほどマイがスキ）在4月6日推出，當中收錄了水野身穿泳衣的樣子。同月，水野跟佐佐木、清水、一起在「澀谷DESEO」以偶像組合「Time」的名義舉辦現場演唱會。6月29日，她推出寫真DVD《舞：美味少女》（マイはおいしいちゃん），她在當中「身穿平常不會穿的泳衣」。7月20日，她跟宮田飛鳥、佐佐木美優等偶像一起共演的電影《青春狂想曲 ～心跳不已Water Girl》（青春ラプソディ～ときめきウォーターガールズ）開售，她在電影中飾演安田留美。9月21日，她推出於拉斯維加斯拍攝的寫真DVD《拉斯維加斯紀行》（ラスベガス紀行）。
2014年4月13日，水野宣佈自己已退出事務所「超越4871」，此後不再進行偶像活動。

## 人物
水野喜歡購物，善於做料理。在校時喜歡美術科，討厭理科，並加入了田徑部。清水Chika曾讚揚水野「十分可愛」。

## 外部連結
- 官方介紹 （页面存档备份，存于）
- 水野舞的Ameba網誌
- 水野舞的X（前Twitter）